# Narthecura invadens
Narthecura invadens är en stekelart som beskrevs av Heinrich 1962. Narthecura invadens ingår i släktet Narthecura och familjen brokparasitsteklar. Inga underarter finns listade i Catalogue of Life.